# Two-step
Two-step är en svensk kortfilm från 1910 regisserad av Oscar Tropp. Filmen premiärvisades 28 oktober 1910 på Apollo i Stockholm. Fotograf vid inspelningen var  Walfrid Bergström och Oscar Tropp var koreograf.

## Handling
Filmen inleds med orden: "TWO-STEP indansad af Solodansören OSCAR TROPP, Kungl. Teatern, Solodansösen LISA HOLM, Oscars-Teatern". Ett par möts och dansar twostep tillsammans.

## Rollista
- Oscar Tropp -  Oscar
- Lisa Holm - Lisa